# Dalea candida
Dalea candida är en ärtväxtart som beskrevs av Carl Ludwig von Willdenow. Dalea candida ingår i släktet Dalea, och familjen ärtväxter.

## Underarter
Arten delas in i följande underarter:
- D. c. candida
- D. c. oligophylla

## Bildgalleri

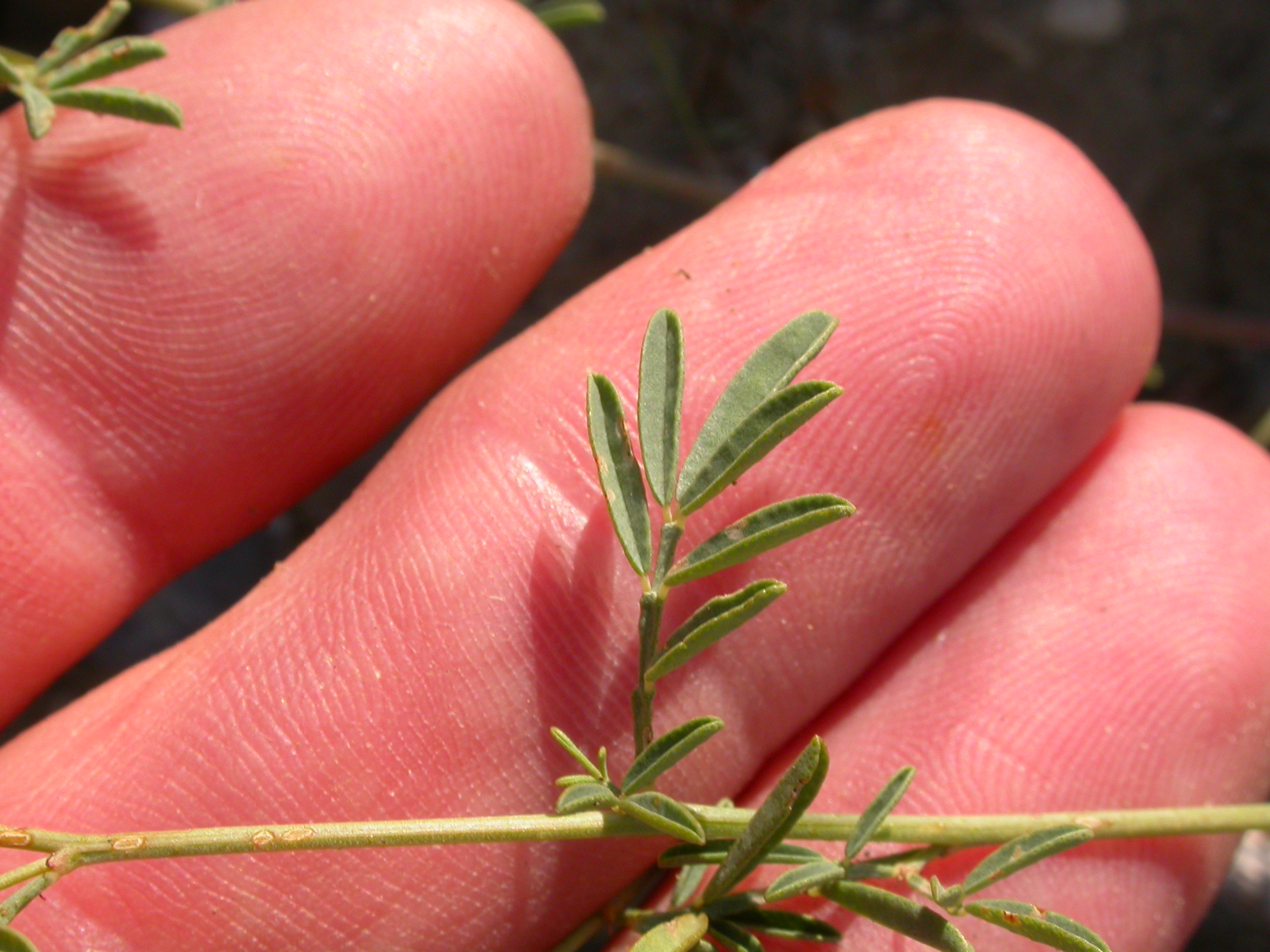
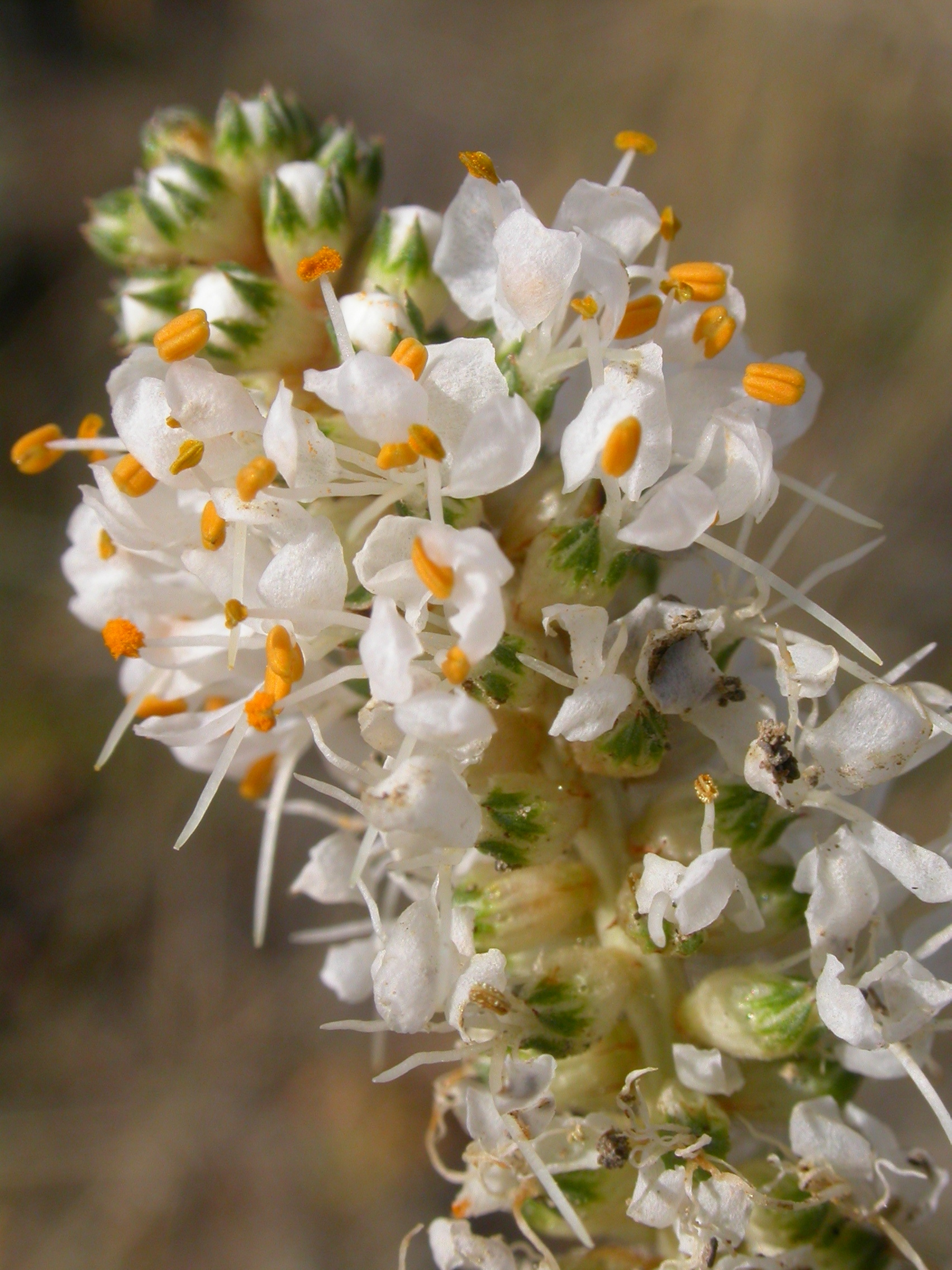
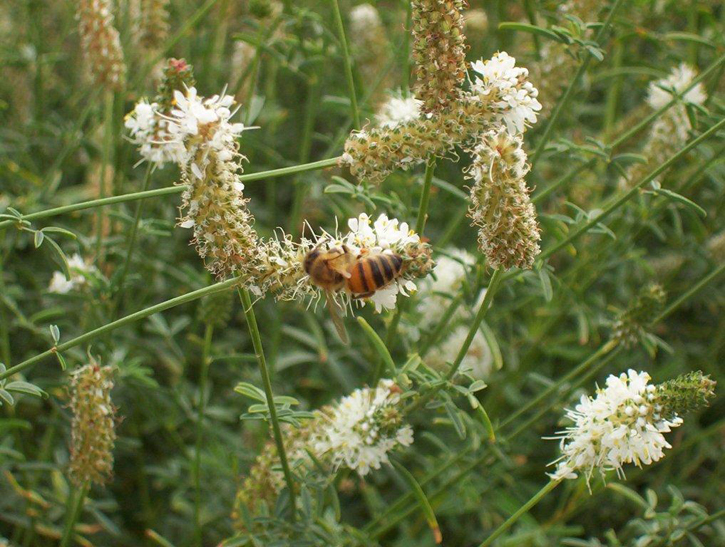
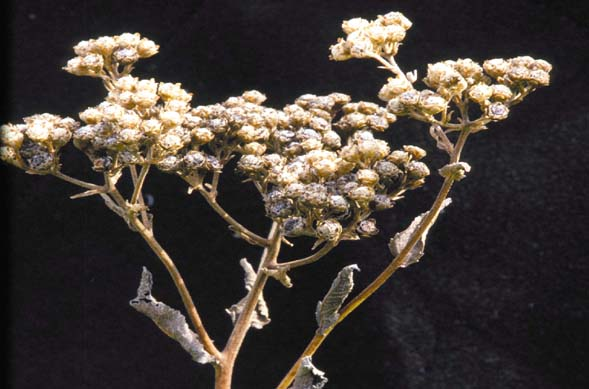